# Грб Маршалских Острва
Грб Маршалских Острва је званични хералдички симбол државе Маршалска Острва. Грб се састоји од штита плаве позадине која представља море. На штиту се налази анђео раширених крила, који симболизује мир. Иза анђела налазе се два острва, палма и кану. Изнад њега су две двобојне пруге и звезда, као и на застави Маршалских Острва. Такође, приказана је и стилизована поморска мапа. У кругу изнад штита је натпис „Government of the Marshall Islands“ (Влада Маршалских Острва), а испод је државно гесло „Jepilpin ke Ejukaan“ (До постигнућа заједничким напорима).